# Diaz Point fyr
Diaz Point fyr är en fyr 
på udden Diaz Point utanför  Lüderitz i Namibia. Fyren  byggdes år 1910 när landet var en tysk koloni och tändes år 1915.
Den första fyren på platsen byggdes år 1903 och var fyra meter hög.

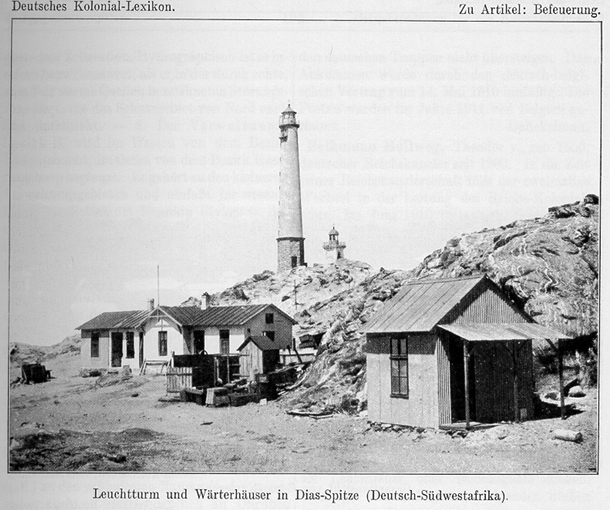
Fyrarna på Diaz Point före 1914.

Den nuvarande fyren är 28 meter hög och står på ett åttakantigt fundament av sten omkring 500 meter söder om uddens spets. Fyrlyktan visar en blixt var tionde sekund och lysvidden är 22 sjömil. En mistlur finns 450 meter norr om fyren. Diaz Point skyddar Lüderitzbukten och Robert Harbor.
I närheten av fyren finns en kopia av det kors som den portugisiska upptäcktsresande Bartolomeu Dias reste på platsen år 1488. Resterna av det ursprungliga korset finns på ett museum i Windhoek.
Fyrplatsen kan besökas men fyren är stängd för allmänheten.